# Кольцовка (Чувашия)
Кольцо́вка (чув. Кульцав) — село в Вурнарском районе Чувашии. Центр Кольцовского сельского поселения. Рядом с деревней протекает река Потаушка.

## История
В селе бывал Григорий Ингер. Из дневниковой записи от 25 февраля 1944 года: «Собираемся с женой в деревню Кольцовка — двенадцать километров в стужу, но идти надо. Мы остались без хлеба. Может быть, за работу удастся получить мукой».
В 1929 году в селе был образован колхоз имени Сталина (в дальнейшем имени Ленина, в котором работали 13 Героев Социалистического труда, один из которых был удостоен этого звания дважды), и прославившийся на весь СССР.
В селе в 1951 году бывал фотограф Бальтерманц, Дмитрий Николаевич; снимал местных знатных людей и публиковал их в журнале «Огонёк».

## Население
| 2010 | 2012 |
| ---- | ---- |
| 330  | ↗396 |

## Люди, связанные с селом

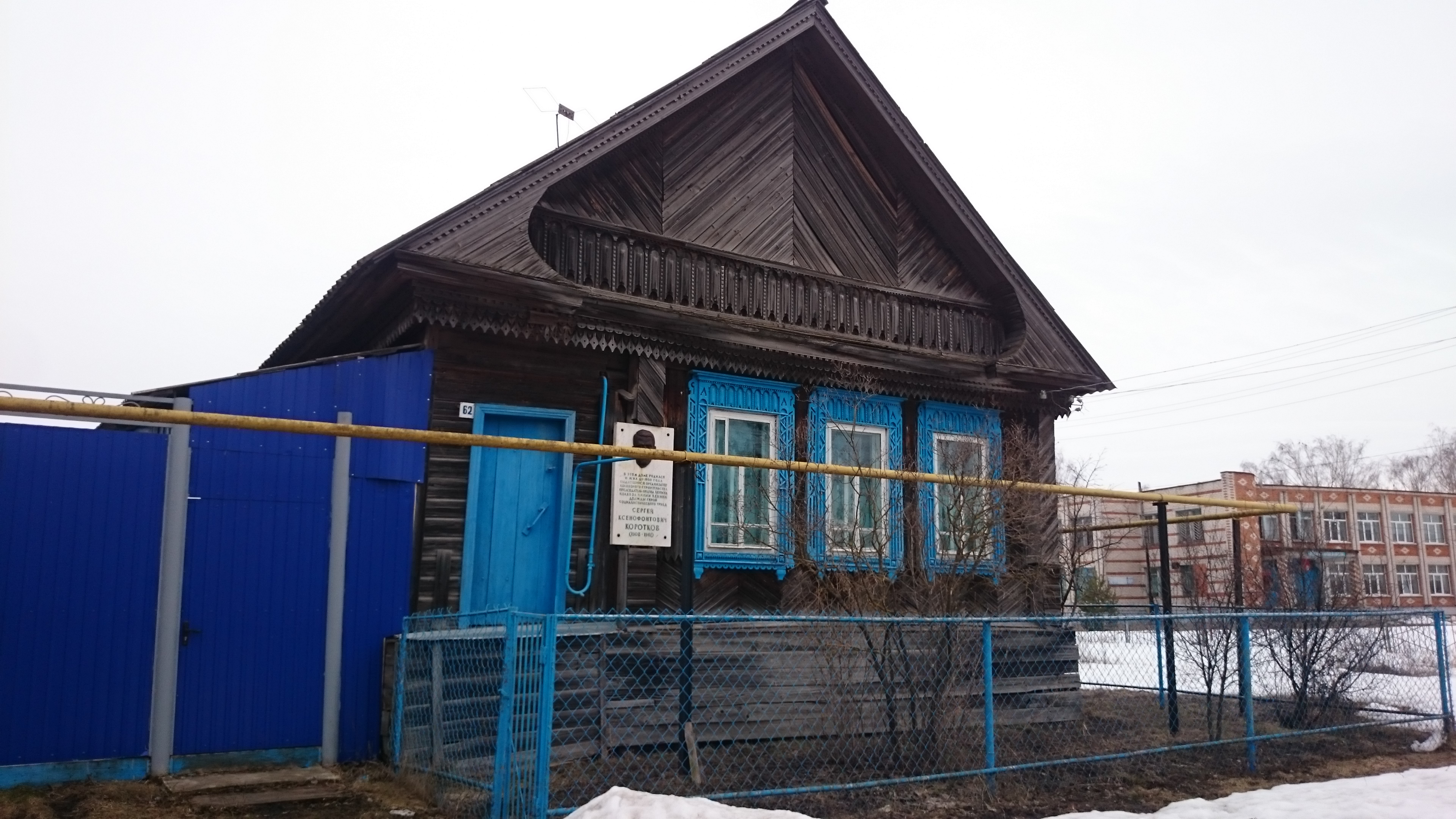
Дом Короткова в Кольцовке

- Ашанин, Александр Данилович — Герой Социалистического Труда
- Ашанин, Василий Данилович — Герой Социалистического Труда
- Доманин, Александр Фёдорович — Герой Социалистического Труда
- Елдырёва, Татьяна Фёдоровна — Герой Социалистического Труда
- Ерошина, Елизавета Ефимовна — Герой Социалистического Труда
- Коротков, Сергей Ксенофонтович — дважды Герой Социалистического Труда
- Михайлов, Максим Дормидонтович — Народный артист СССР, дважды лауреат Сталинской премии
- Михейкин, Николай Яковлевич — Герой Социалистического Труда
- Попкова, Валентина Тимофеевна — Герой Социалистического Труда
- Пронькин, Иван Тимофеевич — Герой Социалистического Труда
- Пупин, Пётр Прокопьевич — Герой Социалистического Труда
- Саканин, Иван Степанович — Герой Социалистического Труда
- Саканина, Валентина Михайловна — Герой Социалистического Труда
- Суров, Николай Семёнович — Герой Социалистического Труда

## Памятники
- Бюст дважды Героя Социалистического Труда С. К. Короткова

## Происшествия
17 октября 1958 года жители стали свидетелями произошедшей в 21 ч. 00 мин. около железнодорожной платформы Апнерка, расположенной в Вурнарском районе, крупной авиакатастрофы самолёта Ту-104А, в результате которой погибли 73 человека, среди которых были представители китайской и северокорейской партийно-правительственных делегаций.